# Call of Duty 4: Modern Warfare
Call of Duty 4: Modern Warfare là trò chơi điện tử bắn súng góc nhìn người thứ nhất (first-person-shooter) được Infinity Ward phát triển và Activision phát hành năm 2007 cho các hệ điều hành Microsoft Windows, Mac OS X, PlayStation 3, Xbox 360 và Wii. Trò chơi này là phiên bản thứ chính thứ tư của dòng game Call of Duty, và được phát triển bởi Infinity Ward. Đây là phiên bản Call of Duty đầu tiên không dựa theo bối cảnh Chiến tranh thế giới thứ hai và cũng như là phiên bản đầu tiên được xếp hạng "Mature" (game dành cho đối tượng trưởng thành) của ESRB (ngoại trừ phiên bản dành cho máy Nintendo DS được xếp hạng "Teen" (phù hợp cho lứa tuổi vị thành niên).
Game được phát hành trên các hệ máy PC, Nintendo DS, PlayStation 3 và Xbox 360 vào ngày 7 tháng 11 năm 2007. Các phiên bản tải từ mạng internet và bán lẻ dành cho hệ máy Mac OS X được phát hành bởi Aspyr vào tháng 9 năm 2008.
Tính đến ngày 9 tháng 5 năm 2009, Call of Duty 4: Modern Warfare đã bán được hơn 13 triệu bản.
Một bản port của game dành cho hệ máy Wii, dưới nhan đề: Call Of Duty: Modern Warfare (Reflex Edition), do studio Treyarch sản xuất cũng được ra mắt vào ngày 10 tháng 11 năm 2009, cùng thời điểm ra mắt của Call of Duty: Modern Warfare 2 và Call of Duty: Modern Warfare: Mobilized.
Phiên bản làm mới của trò chơi này có tên Call of Duty: Modern Warfare Remastered đã được phát hành đi kèm tựa game Call of Duty: Infinite Warfare vào tháng 11 năm 2016, và độc lập vào tháng 6 năm 2017.
Phiên bản tái khởi động về cốt truyện (reboot) mang tên Call of Duty: Modern Warfare (2019) đã được phát hành vào tháng 10 năm 2019.

## Cốt truyện
Vào năm 2011, Khaled Al-Asad tiến hành đảo chính ở một nước Trung Đông, trong khi đó nước Nga đang đứng giữa một cuộc nội chiến giữa chính phủ và đảng Dân tộc cực đoan, đe dọa đến 15.000 đầu đạn hạt nhân của nước này. Cùng lúc đó, Gaz thông báo cho Đại úy John Price, đội trưởng của Bravo Team, rằng một tân binh S.A.S là trung sĩ John "Soap" MacTavish sẽ tham gia đội của họ.
Soap đến trại huấn luyện của S.A.S tại Credenhill, Anh để được huấn luyện nhanh về vũ khí với Gaz, gặp đại úy Price và đồng đội rồi làm một bài kiểm tra để nâng cao khả năng cận chiến và hoàn thành buổi ra mắt.
Bravo Team sau đó tiến đến biển Bering để tìm một thùng hàng nghi có chứa vũ khí hạt nhân trên một chiếc tàu treo cờ Estonia. Sau khi loại bỏ lính canh, họ tìm thấy thùng hàng chứa vũ khí hạt nhân. Nhưng con tàu bị máy bay MiG không kích khiến cho họ chỉ kịp chạy thoát với bản kê khai hàng hóa trên tàu, trong đó chỉ ra Al-Asad là người mua thùng hàng.
Để hoàn tất cuộc "cách mạng" của mình, Al-Asad xử tử tổng thống bị lật đổ Yasir Al-Fulani công khai trên sóng truyền hình.
Không lâu sau, Soap, Gaz và Price giải cứu một người đưa tin người Nga, bí danh Nikolai, người đã cung cấp thông tin cho chiến dịch trước đó, với sự giúp đỡ từ một người bạn cũ trong chính phủ Nga của Gaz và Price là trung sĩ Kamarov cùng lính của anh ta. Nghe Price nói rằng phải vài tiếng nữa Quân đội Mỹ mới bắt đầu cuộc xâm lược, anh đáp rằng người Mỹ sẽ không bao giờ bắt sống được hắn.
Chiếc Hammer 2-6 chở họ đã bị bắn rơi trong lúc đang bay, khiến cả đội phải tự tìm đường thoát thân ngay trong lòng địch, tuy đã cố gắng lẩn tránh hết mức nhưng cuối cùng họ vẫn bị phát hiện và phải nổ súng giao chiến. Sau khi tìm được đến kho thóc, Soap dùng tên lửa vác vai FIM-92 Stinger bắn rơi chiếc trực thăng Mi-8 đang truy đuổi, rồi một chiếc AC-130H Spectre đã đến giúp họ mở đường máu rút lui bằng đường bộ cho tới nơi tập kết và thoát khỏi đó bằng máy bay.
Cái chết của Al-Fulani đã thúc đẩy Đội Trinh sát Số 1 (1st Force Recon) phong tỏa khắp Trung Đông để tìm kiếm Al-Asad. Một đội gồm Trung úy Vasquez, Thượng sĩ Griggs, Trung sĩ Paul Jackson và những người khác xâm nhập một thị trấn nhỏ, dọn sạch tòa nhà mục tiêu và sau đó là đài truyền hình mà họ nghĩ là nơi Al-Asad đang phát sóng bài tuyên truyền của hắn, để rồi chỉ nhận ra là chẳng có dấu hiệu gì của hắn và buổi phát sóng chỉ là một bản ghi âm lặp.
Lính U.S.M.C (thủy quân lục chiến Mỹ) tiến đến giải cứu một chiếc xe tăng M1A2 Abrams mang tên War Pig bị hỏng, nhưng hỏa lực phòng không của địch quá mạnh buộc Jackson phải phá hủy 1 khẩu pháo ZPU để máy bay có thể càn quét. Sau đó đơn vị thiết lập các vị trí phòng thủ cho chiếc xe tăng trong khi các kỹ sư đến sửa nó, và sau đó đội hộ tống quay trở lại đường cao tốc. Họ quét sạch vùng phía trước để chiếc War Pig có thể tiến lên và hạ những mục tiêu lớn. Trong khi đó Vasquez lệnh cho Griggs và đội của anh giữ một vùng trong khi ông và Jackson hoàn thành nhiệm vụ. Cuối cùng họ đến điểm hẹn và rời đi trên 1 chiếc CH-46 Sea Knight.
Đỉnh điểm của cuộc chiến, toàn bộ quân Mỹ tiến đến thủ đô, nơi họ nghĩ Al-Asad đã rút về. Đến khi mở lối cho một đội trinh sát bị vây hãm, Vasquez đã biết Al-Asad có 1 đầu đạn hạt nhân Nga trong khu vực, họ nhanh chóng di tản đến nơi an toàn, nhưng một máy bay hộ tống bị bắn rơi và họ quyết định quay lại để giải cứu. Mặc cho việc giải cứu được thực hiện khẩn trương, họ không thể thoát kịp và quả bom đã phát nổ, giết chết nhiều dân thường, phiến quân và 30,000 lính Mỹ, trong đó có cả Vasquez và Jackson. Griggs đã may mắn thoát được vì lúc đó anh không ở cùng đội.
Lúc này, Nikolai nói với Price rằng Al-Asad có thể đang ở chỗ trú ẩn từng dùng ở Azerbaijan. Đội SAS đến đó, quét sạch hàng loạt tòa nhà trong làng trước khi tìm ra Al-Asad. Trong lúc Price tra khảo Al-Asad, điện thoại di động của hắn reo lên. Price bắt máy và nhận ra giọng ở đầu dây bên kia là của thủ lĩnh phe dân chủ cực đoan Nga, Imran Zakhaev. Price xử tử Al-Asad ngay sau đó.
Sau đó Price kể cho cả đội nghe, vào năm 1996, khi ông còn là 1 Trung úy dưới sự chỉ huy của Đại úy MacMillan, họ đã thực hiện nhiệm vụ ám sát Zakhaev, một tên theo chủ nghĩa dân tộc cực đoan đang tiến hành trao đổi các thanh nhiên liệu hạt nhân để lấy tiền. Bộ đôi băng qua thị trấn hoang Pripyat, Ukraina trong bộ đồ ngụy trang và hạn chế nổ súng để tránh bị phát hiện. Cuối cùng họ cũng đến được khách sạn và đợi ở trên tầng thượng 3 ngày, cho đến khi Zakhaev đến. Khi cuộc giao dịch diễn ra, Price dùng 1 khẩu súng bắn tỉa Barrett.50 Cal để ám sát Zakhaev. Tuy nhiên, cuộc ám sát bất thành, hắn chỉ mất cánh tay trái. Cả hai sau đó chạy thoát khỏi sự truy sát của trực thăng địch, hi vọng rằng hắn sẽ chết vì sốc và mất máu. Trên đường đến điểm rút lui, họ bắn hạ một chiếc trực thăng Mi-28N, nhưng nó rơi xuống ngay trước mặt họ và làm MacMillan bị thương ở chân. Price cõng ông trên quãng đường còn lại đến điểm rút lui, họ cố thủ ở đó và đợi máy bay đến giải cứu.
Quay lại hiện tại, 8 giờ sau cái chết của Al-Asad, đội S.A.S bị bao vây kín. Soap sử dụng 1 khẩu Minigun từ chiếc trực thăng UH-60 Black Hawk bị rơi, và sau đó là tên lửa chống tăng FGM-148 Javelin để đẩy lùi quân địch cho đến khi Griggs và nhóm thủy quân lục chiến Mỹ đến hỗ trợ di tản trên chiếc Sea Knight "Gryphon 2-7".
Với mục tiêu mới là Zakhaev, kẻ đã giúp đỡ cuộc đảo chính ở Trung Đông để đánh lạc hướng phương Tây, đồng thời cung cấp quả bom giết chết 30.000 lính Mỹ ở Trung Đông; đội SAS, USMC và Quân đội chính phủ lâm thời Nga mở một chiến dịch chung nhằm bắt giữ con trai hắn, Viktor Zakhaev để tìm thông tin về nơi ở hiện tại của cha hắn. Sau cuộc truy đuổi dai dẳng, cuối cùng đội cũng dồn được hắn lên nóc một tòa nhà 5 tầng và Soap tiến đến để bắt hắn, tuy nhiên Viktor đã tự sát để tránh bị bắt giữ. Gaz cho rằng họ không còn có thể truy vết Zakhaev được nữa, nhưng Price tin hắn sẽ tự lộ diện vì chuyện này.
Đúng như Price nghĩ, tức giận trước cái chết của con trai mình, Zakhaev chiếm quyền điều khiển một bệ phóng tên lửa đạn đạo liên lục địa ở dãy núi Altay và đe dọa trả đũa bằng cách phóng tên lửa vào nước Mỹ. Price sau đó chỉ huy 1 chiến dịch của liên quân SAS - USMC nhằm ngăn chặn điều này, nhưng không may là Griggs mắc sai lầm giữa chừng và bị bắt. Soap, Gaz và Price buộc phải chuyển hướng giải cứu Griggs trước khi phá hủy nguồn điện cung cấp cho trạm phóng tên lửa để giúp đội trinh sát có thể chọc thủng vòng bảo vệ ngoài. Ngay sau khi vào được bên trong và nối liên lạc với Sniper Team Two, họ chứng kiến 2 tên lửa đạn đạo liên lục địa đang được phóng về phía nước Mỹ, với số lượng thương vong ước tính lên tới 41.096.749 người. Lo sợ các bệ còn lại khai hỏa tên lửa, cả đội nhanh chóng tiến vào căn cứ. Khi vào căn cứ, thêm ít nhất hai tên lửa nữa được khai hỏa. Soap nhanh chóng phá tường phòng điều khiển bằng thuốc nổ C-4, cắt dây báo động và sử dụng mã hủy nhận được từ trung tâm chỉ huy, vô hiệu hóa thành công các tên lửa trước khi chúng kịp vươn tới bờ Đông Hoa Kỳ. Cả đội lập tức rút lui trên vài xe UAZ.
Trên đường tiến ra xa lộ, Soap cùng đồng đội và những người còn sống sót phải oằn mình chống đỡ lại những đợt tấn công của kẻ thù, càng tuyệt vọng hơn khi cây cầu mở ra đường máu đã bị đánh sập, không còn cách nào khác tất cả lại cùng nhau đánh trận cuối cùng với phiến quân cực đoan. Tuy nhiên, chiếc xe chở nhiên liệu phát nổ, làm cho tất cả hai bên mất khả năng chiến đấu trừ Griggs, anh đã cố gắng kéo Soap ra khỏi vụ nổ nhưng rồi lại bị giết bởi một vệ sĩ của Zakhaev. Hắn và hai vệ sĩ sau đó sát hại Gaz và hai thành viên SAS khác. May mắn thay, trực thăng Mil Mi-28 của chính phủ Nga kịp can thiệp, bắn rơi trực thăng Mil Mi-24 của Zakhaev khiến chúng mất tập trung. Tàn nhưng không phế, ngay khi nhận được khẩu M1911 từ Price, Soap xử đẹp Zakhaev và hai tên vệ sĩ bằng ba phát chính xác. Ngay sau đó, Kamarov cùng với quân chính phủ Nga tới, đưa Soap đi và cấp cứu cho Price. Số phận của hai người vẫn mờ mịt... Tuy nội bộ đảng Dân tộc cực đoan trở nên lục đục vì mất thủ lĩnh, chính phủ Nga công bố rằng các vụ phóng tên lửa vừa qua là sự kiện thử nghiệm và đình chỉ cuộc tìm kiếm con tàu ở biển Bering, đẩy sự thật đã diễn ra trong sáu ngày kinh hoàng vừa qua vào bóng tối.

## Nhân vật

### Các nhân vật người chơi có thể điều khiển:
- Trung sĩ "Soap" MacTavish, trung đoàn S.A.S 22.
- Trung sĩ Paul Jackson, Đội trinh sát số 1, thủy quân lục chiến Hoa Kỳ.
- Đại úy Price, trung đoàn S.A.S 22 (lúc ông còn là Trung úy).
- Một chiến sĩ S.A.S không rõ tên có nhiệm vụ giải cứu con tin trên một chiếc máy bay (có thể là trung sĩ "Soap" MacTavish, tuy nhiên điều này không được khẳng định).
- Người điều khiển màn hình ảnh nhiệt trên chiếc máy bay cường kích AC-130H.
- Yasir Al-Fulani, tổng thống một đất nước ở Trung Đông.

### Nhân vật phản diện (không thể điều khiển):
- Vladimir Makarov, Horseman số một. Makarov không có mặt trực tiếp trong bản gốc, nhưng xuất hiện trong vai khách mời ở bản Remastered.
- Khaled Al-Asad, Horseman thứ hai, tổng chỉ huy của phiến quân tại một nước Trung Đông và là nhân vật phản diện chính trong hồi 1.
- Victor Zakhaev, Horseman thứ ba kiêm tư lệnh của lực lượng dân tộc cực đoan tại Nga.
- Imran Zakhaev, Horseman thứ tư, thủ lĩnh của nhóm "The 4 Horsemen" và là nhân vật phản diện chính trong hai hồi cuối, thay cho Al-Asad bị tiêu diệt cuối hồi 1.

### Đồng minh (không thể điều khiển):
- Gaz, trung đoàn S.A.S 22.
- Đại úy John Price, trung đoàn S.A.S 22.
- Trung úy Vasquez, đội trinh sát số 1, thủy quân lục chiến Mỹ.
- Thượng sĩ Griggs, đội trinh sát số 1, thủy quân lục chiến Mỹ.
- Trung sĩ Kamarov, Quân đội chính phủ lâm thời Nga.
- Binh nhì Griffen
- Trung sĩ Wallcroft
- Đại úy MacMillan
- Nikolai
- Cùng hàng loạt nhân vật phụ khác

## Đón nhận

### Đánh giá chung
Call of Duty 4: Modern Warfare đã nhận được "sự hoan nghênh" trên các phiên bản PlayStation 3, Xbox 360 và PC, và đánh giá chung "tốt" cho phiên bản Wii, theo trang tổng hợp đánh giá Metacritic. Lối chơi của game được các nhà phê bình đánh giá là đã đưa thể loại này lên "một cấp độ mới của sự nhập vai và cường độ chưa từng thấy trước đây."  GameSpot đã đánh giá cao Call of Duty 4: Modern Warfare, khi cho rằng "chất lượng tốt của phần chơi đơn và multiplayer của tựa game đã khiến Call of Duty 4 trở thành một "gói game" tuyệt vời." Official Xbox Magazine đánh giá cao chiến dịch chơi đơn, nhưng thậm chí còn khen ngợi chế độ "multiplayer" nhiều hơn, gọi trò chơi đem lại bầu không khí "cổ điển". X-Play nhận xét rằng "Nó có thể chưa cách mạng hóa thể loại game bắn súng, nhưng nó đã gần đạt tới sự hoàn thiện." GamePro thừa nhận "chế độ multiplayer có chiều sâu đã khiến game thành đối trọng với Halo 3 về nhiều mặt." 
Phần chơi đơn của trò chơi đã nhận được rất nhiều lời khen ngợi từ các nhà phê bình. Trang GamePro nói "chiến dịch chơi đơn với cường độ cao mang đến trải nghiệm hành động tổng hợp với một câu chuyện cực kỳ hấp dẫn; có những khoảnh khắc trong trò chơi sẽ khiến bạn ớn lạnh sống lưng." GameSpot nói rằng thực tế là "chiến dịch chơi đơn kết thúc quá chóng vánh", và cũng là điểm yếu lớn duy nhất của tựa game. Mặc dù IGN mô tả chiến dịch chơi đơn "vẫn rất tuyến tính" giống như những phiên bản tiền nhiệm, "thiếu đi sự "mở" trong gameplay", nhưng  "trải nghiệm đã phong phú hơn, tập trung hơn nhiều" với "cốt truyện và kịch bản đẹp." 
Tuy nhiên, trò chơi cũng nhận được nhiều lời chỉ trích. Trang Xbox World 360 tuyên bố "Đây là một đám khói và gương rẻ tiền", và nêu quan điểm rằng trò chơi vẫn chưa đủ để cách mạng hóa thể loại game bắn súng. Trang Pelit cũng nhận xét rằng "cấu trúc của phần chơi đơn nên... thay đổi" và việc "lao từ điểm checkpoint này sang điểm checkpoint tiếp theo trong phần chơi chiến dịch không còn đủ hấp dẫn nữa." 